# Diecezja Walla Walla
Diecezja Walla Walla (łac. Dioecesis Valle-Valliensis, ang. Diocese of Walla Walla) - historyczna diecezja Kościoła rzymskokatolickiego w ówczesnej metropolii Oregon City w Stanach Zjednoczonych. Istniała w latach 1846-1853.

## Historia
Diecezja została kanonicznie erygowana 24 lipca 1846 roku przez papieża Piusa IX. Swym zasięgiem obejmowała tereny na wschód od Gór Kaskadowych. Jedynym ordynariuszem był ks. Augustin-Magloire Blanchet, który od roku 1847 (po masakrze Whitmana) rezydował w Vancouver. Napięta sytuacja sprawiła, że pozostali kapłani również opuścili te tereny. W Vancouver wybudowano katedrę pod wezwaniem św. Jakuba. W roku 1850 zreorganizowano podział administracyjny Kościoła w Waszyngtonie. Powstała diecezja Nesqually, a bp Blanchet został jej pierwszym ordynariuszem. Przez trzy kolejne lata był jednocześnie administratorem apostolskim diecezji Walla Walla, po czym została ona zlikwidowana, a jej tereny włączono do diecezji Nesqually.

## Ordynariusze
- Augustin-Magloire Blanchet (1846–1850) - w latach 1850-1853 administrator apostolski

## Diecezja obecnie
Obecnie, od roku 1974, siedziba diecezji jest biskupią stolicą tytularną.

### Biskupi tytularni Walla Walla
| Lp. | Biskup                  | Funkcja                                     | Od               | Do               |
| --- | ----------------------- | ------------------------------------------- | ---------------- | ---------------- |
| 1   | Eugene Marino           | biskup pomocniczy Waszyngtonu (USA)         | 12 lipca 1974    | 14 marca 1988    |
| 2   | Bernard William Schmitt | biskup pomocniczy Wheeling-Charleston (USA) | 27 maja 1988     | 29 marca 1989    |
| 3   | Paul Zipfel             | biskup pomocniczy St. Louis (USA)           | 16 maja 1989     | 31 grudnia 1996  |
| 4   | James Edward Fitzgerald | biskup pomocniczy Joliet w Illinois (USA)   | 11 stycznia 2002 | 11 września 2003 |
| 5   | Mitchell Rozanski       | biskup pomocniczy Baltimore (USA)           | 3 lipca 2004     | 19 czerwca 2014  |
| 6   | Witold Mroziewski       | biskup pomocniczy Brooklynu (USA)           | 19 maja 2015     |                  |